# Dale Schlueter
Dale Wayne Schlueter (Tacoma, Washington, 12 de noviembre de 1945-Portland, Oregón, 24 de julio de 2014) fue un baloncestista estadounidense que disputó diez temporadas en la NBA en seis equipos diferentes. Con 2,08 metros de estatura, jugaba en la posición de pívot.

## Trayectoria deportiva

### Profesional
Fue elegido en la sexagésimo tercera posición del Draft de la NBA de 1967 por San Francisco Warriors, y también por los Houston Mavericks en el draft de la ABA, fichando por los primeros. Allí en su primera temporada sólo llegó a disputar 31 partidos en los que promedió 5,8 puntos y 7,0 rebotes.
Tras una temporada más, en la que apenas contó para su entrenador, George Lee, en 1970 fue incluido en el Draft de Expansión por la llegada de nuevos equipos a la liga, siendo elegido por los Portland Trail Blazers. Allí jugó dos temporadas, siendo titular en la segunda de ellas, en la que promedió 11,7 puntos y 10,6 rebotes por partido, el segundo mejor reboteador del equipo tras Sidney Wicks. Jugó una temporada más en los Blazers, hasta que en 1972 fue traspasado a Philadelphia 76ers a cambio de Dave Wohl. En los Sixers jugó una temporada como suplente de Leroy Ellis, promediando 5,4 puntos y 4,5 rebotes por partido.
Al año siguiente fue traspasado a Atlanta Hawks a cambio de Don May, donde apenas jugó durante la temporada, siendo enviado en 1974 a Buffalo Braves.  Allí permaneció dos temporadas jugando los poquitos minutos que le dejaba el titular Bob McAdoo, y tras ser despedido, fichó como agente libre por los Phoenix Suns, quienes un año más tarde lo enviarían de vuelta a los Blazers, donde pondría fin a su carrera deportiva.

## Estadísticas de su carrera en la NBA

### Temporada regular
| Temporada | Edad | Equipo                 | Liga | P   | TIT | MIN  | TC  | TCA | %TC  | 3P | 3PA | %3P | TL  | TLA | %TL  | R.OF. | R.DEF. | REB  | ASIS | ROB | TAP | PER | FP  | PTS  |
| 1968-69   | 23   | San Francisco Warriors | NBA  | 31  |     | 18.0 | 2.2 | 5.1 | .433 |    |     |     | 1.5 | 2.6 | .549 |       |        | 7.0  | 1.0  |     |     |     | 2.6 | 5.8  |
| 1969-70   | 24   | San Francisco Warriors | NBA  | 63  |     | 10.9 | 1.3 | 2.7 | .491 |    |     |     | 1.0 | 1.5 | .619 |       |        | 3.7  | 0.4  |     |     |     | 1.7 | 3.6  |
| 1970-71   | 25   | Portland Trail Blazers | NBA  | 80  |     | 22.8 | 3.2 | 6.6 | .488 |    |     |     | 1.8 | 2.7 | .656 |       |        | 7.9  | 2.4  |     |     |     | 3.3 | 8.2  |
| 1971-72   | 26   | Portland Trail Blazers | NBA  | 81  |     | 33.2 | 4.4 | 8.3 | .525 |    |     |     | 3.0 | 4.0 | .739 |       |        | 10.6 | 3.5  |     |     |     | 3.4 | 11.7 |
| 1972-73   | 27   | Philadelphia 76ers     | NBA  | 78  |     | 14.6 | 2.1 | 4.1 | .524 |    |     |     | 1.1 | 1.6 | .699 |       |        | 4.5  | 1.3  |     |     |     | 2.1 | 5.4  |
| 1973-74   | 28   | Atlanta Hawks          | NBA  | 57  |     | 9.6  | 1.1 | 2.4 | .467 |    |     |     | 0.7 | 0.9 | .760 | 0.9   | 1.8    | 2.7  | 0.8  | 0.4 | 0.4 |     | 1.5 | 2.9  |
| 1974-75   | 29   | Buffalo Braves         | NBA  | 76  |     | 12.7 | 1.2 | 2.3 | .517 |    |     |     | 1.1 | 1.6 | .694 | 1.0   | 2.4    | 3.5  | 1.4  | 0.2 | 0.6 |     | 2.1 | 3.5  |
| 1975-76   | 30   | Buffalo Braves         | NBA  | 71  |     | 10.9 | 0.9 | 1.7 | .500 |    |     |     | 0.8 | 1.1 | .667 | 0.8   | 2.3    | 3.2  | 1.1  | 0.2 | 0.2 |     | 2.0 | 2.5  |
| 1976-77   | 31   | Phoenix Suns           | NBA  | 39  |     | 8.6  | 0.7 | 1.8 | .361 |    |     |     | 0.5 | 0.8 | .581 | 0.8   | 1.3    | 2.1  | 1.0  | 0.2 | 0.2 |     | 1.6 | 1.8  |
| 1977-78   | 32   | Portland Trail Blazers | NBA  | 10  |     | 10.9 | 0.8 | 1.9 | .421 |    |     |     | 0.9 | 1.8 | .500 | 0.5   | 1.6    | 2.1  | 1.8  | 0.3 | 0.2 | 1.5 | 2.0 | 2.5  |
| Total     |      |                        | NBA  | 586 |     | 16.4 | 2.0 | 4.0 | .497 |    |     |     | 1.3 | 2.0 | .678 | 0.9   | 2.1    | 5.2  | 1.6  | 0.3 | 0.4 | 1.5 | 2.3 | 5.3  |

### Playoffs
| Temporada | Edad | Equipo                 | Liga | P  | MIN | TCA | TC | 3PA | 3P | TLA | TL | R.OF. | REB | ASIS | ROB | TAP | PER | FP | PTS | %TC  | %3P | %FT  | MIN | PTS | REB | AST |
| 1968-69   | 23   | San Francisco Warriors | NBA  | 3  | 25  | 3   | 9  |     |    | 7   | 15 |       | 22  | 1    |     |     |     | 4  | 13  | .333 |     | .467 | 8.3 | 4.3 | 7.3 | 0.3 |
| 1974-75   | 29   | Buffalo Braves         | NBA  | 6  | 40  | 6   | 10 |     |    | 1   | 3  | 5     | 13  | 1    | 1   | 0   |     | 6  | 13  | .600 |     | .333 | 6.7 | 2.2 | 2.2 | 0.2 |
| 1975-76   | 30   | Buffalo Braves         | NBA  | 8  | 44  | 5   | 7  |     |    | 5   | 6  | 2     | 8   | 2    | 1   | 3   |     | 11 | 15  | .714 |     | .833 | 5.5 | 1.9 | 1.0 | 0.3 |
| Total     |      |                        | NBA  | 17 | 109 | 14  | 26 |     |    | 13  | 24 | 7     | 43  | 4    | 2   | 3   |     | 21 | 41  | .538 |     | .542 | 6.4 | 2.4 | 2.5 | 0.2 |